# Nychthemeron

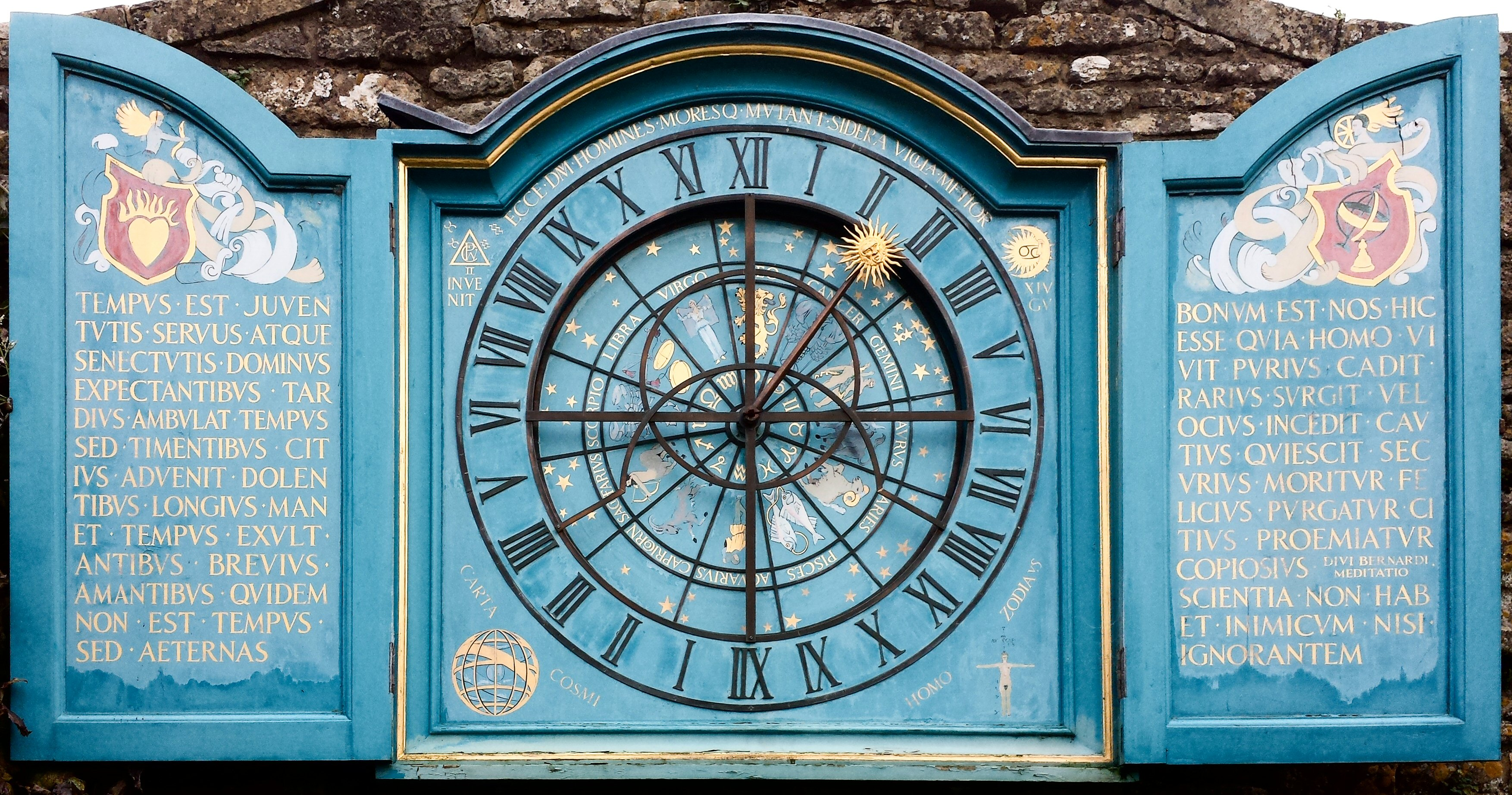
Die Nychthemeron-Uhr in Snowshill Manor, Gloucestershire, England

Mit dem Ausdruck Nychthemeron oder Nykthemeron (auch Tagnacht; altgriechisch νυχθήμερον, abgeleitet von νύξ nyx für „Nacht“ und  ἡμέρα hēmera für „Tag“) wird eine Zeitspanne von 24 aufeinanderfolgenden Stunden bezeichnet, die sich zumeist auf den Abschnitt Abenddämmerung bis Abenddämmerung bezieht, also aus nachts und tags zusammensetzt. In der Literatur wird oft auch Tagnacht verwendet für den Fall, dass der Zeitraum nicht mit dem üblichen Begriff von „Tag“ definiert wird beziehungsweise nicht mit dem lichten Tag verwechselt werden soll.

## Alltagssprache
In einigen germanischen Sprachen gibt es für den Begriff auch einen Ausdruck in der Alltagssprache. So wird ein 24-Stunden-Zeitintervall in Deutschland auch ganzer oder voller Tag genannt, in Schweden heißt er dygn, in Norwegen und Dänemark døgn – dänisch dag „Tag“ steht für tagsüber – und in den Niederlanden etmaal. Dabei ist nur die Länge als „rund um die Uhr“ bestimmt, Beginn oder Ende des Zeitraums sind nicht definiert.